# Macracanthorhynchus hirudinaceus
Macracanthorhynchus hirudinaceus е вид паразитен червей от семейство Oligacanthorhynchidae на тип Бодлоглави червеи. Паразитира в тънките черва на домашната и дивата свиня и много по-рядко при хора, маймуни, хиена, говедо и куче. Заболяването причинено от паразита се нарича макраканторинхоза. В България паразитът е разпространен предимно в източните райони на страната – Лудогорие, долината на река Камчия и Странджа. Поради пасищния начин на отглеждане на свине от породата Източно-балканска свиня бодлоглавите червеи от този вид са широко разпространени при индивиди от тази порода.

## Морфология
Macracanthorhynchus hirudinaceus е един от най-големите акантоцефали. Женските са с дължина 65 cm и ширина 8 - 9 mm, а мъжките са съответно 9 cm дълги и 6 - 7 mm широки. Хоботчето е сферично с 36 бр. кукички разположени в 6 спирални реда. Тестисите имат овална форма и са разположени един зад друг близо до предния край на тялото. Циментните жлези са 8 бр., яйцата са с четирислойна обвивка, с елипсовидна форма. В тях има развит акантор покрит с малки шипчета, а на единия полюс има шест саблевидни кукички. Един женски екземпляр отделя на ден около 500 – 600 хил. яйца. Яйцата са много устойчиви на физични въздействия в околната среда. В изпражнения те могат да се запазят за около 2-3 години, издържат на ниска температура до -15 °C.
Акантелите (инвазиоспособна ларва) имат удължена овална форма. Те остават живи при метаморфозата на междинните гостоприемници от ларва в какавида и имаго и живеят около 2 - 3 години.

## Жизнен цикъл и гостоприемници
Междинни гостоприемници са майските бръмбари от видовете Melolontha melolontha, Melolontha vulgaris и Melolontha hippocastani, бронзови бръмбари (Cetonia aurata, Liocola brevitarsis) и бръмбарът носорог (Oryctes nasicornis). Насекомите се инвазират в стадий ларва. Развитието в междинния гостоприемник продължава 2 - 5 мес. до формирането на инвазиоспособна акантела. В едно насекомо се образуват до 130 бр. акантели.
Крайните гостоприемници се инвазират като изяждат ларви, какавиди или възрастни бръмбари. Това става от ранна пролет до късна есен. Заразена свиня отделя с изпражненията си яйца в продължение на около 20 месеца.

## Патогенеза и клинични признаци при инвазия
Хоботчето на паразита се забива дълбоко в лигавицата на червото, а понякога пробива и цялата стена и попада в коремната кухина. Наранената тъкан се възпалява и некротизира. Мястото се огражда от възелчета изградени от съединителна тъкан. Откъм лумена на червото възелчето има кратеровиден отвор. Настъпват нарушения в резорбцията на хранителни вещества в организма, поради което възникват смущения в обмяната на веществата и изоставане в растежа на крайния гостоприемник. При перфорация на червото се развива перитонит.